# Jomfru (typografi)
 For alternative betydninger, se Jomfru (flertydig). (Se også artikler, som begynder med Jomfru)
Inden for typografien er et gammelt udtryk jomfru betegnelsen for en tryksats, der er sat korrekt første gang, og ikke kræver rettelser i korrekturen.